# Allen Dulles
Allen Welsh Dulles (/ˈdʌlɪs/ DUL-iss; 7 tháng 4 năm 1893 – 29 tháng 1 năm 1969) là một luật sư người Mỹ, từng giữ chức Giám đốc Tình báo Trung ương (DCI) đầu tiên không xuất thân từ quân đội, đồng thời là người giữ chức vụ này lâu nhất trong lịch sử. Trong thời gian lãnh đạo Cơ quan Tình báo Trung ương Hoa Kỳ (CIA) vào giai đoạn đầu của Chiến tranh Lạnh, ông đã giám sát nhiều hoạt động như: cuộc đảo chính tại Iran năm 1953, cuộc đảo chính tại Guatemala năm 1954, chương trình kiểm soát tâm trí Project MKUltra, và cuộc xâm lược Vịnh Con Lợn tại Cuba năm 1961. Sau thất bại của cuộc xâm lược Cuba, Tổng thống John F. Kennedy buộc Dulles phải từ chức, và ông được thay thế bởi John McCone trong nhiệm kỳ còn lại của Kennedy.
Sau khi từ chức, Dulles được bổ nhiệm vào Ủy ban Warren – cơ quan điều tra vụ ám sát Tổng thống Kennedy. Việc ông được đưa vào ủy ban, bất chấp việc từng bị Kennedy cách chức và từng là lãnh đạo CIA, đã làm dấy lên nhiều tranh luận trong giới sử gia và bình luận viên về khả năng xung đột lợi ích. Báo cáo năm 1979 của Ủy ban Lựa chọn Hạ viện Hoa Kỳ về Các vụ ám sát kết luận rằng CIA với tư cách một tổ chức không liên quan đến vụ ám sát, tuy nhiên, các cuộc tranh luận vẫn tiếp diễn xoay quanh mức độ hiểu biết nội bộ của CIA và ảnh hưởng của Dulles đối với phạm vi điều tra và kết luận của Ủy ban Warren.
Trong khoảng thời gian không phục vụ chính phủ, Dulles hành nghề luật sư doanh nghiệp và là đối tác tại công ty luật Sullivan & Cromwell. Anh trai ông, John Foster Dulles, là Ngoại trưởng Hoa Kỳ dưới thời Tổng thống Dwight D. Eisenhower, và là người được đặt tên cho Sân bay Quốc tế Dulles.

## Thời niên thiếu và gia đình
Allen Dulles sinh ngày 7 tháng 4 năm 1893 tại Watertown, bang New York, là một trong năm người con của mục sư Giáo hội Trưởng Lão Allen Macy Dulles và vợ là Edith (nhũ danh Foster) Dulles. Cha ông, Allen Macy Dulles, là một nhà thần học kết hợp tư tưởng tự do trong thần học với lối sống nghiêm khắc theo chuẩn mực đạo đức truyền thống.
Ông là người em trai kém năm tuổi của John Foster Dulles – Ngoại trưởng Hoa Kỳ dưới thời Tổng thống Dwight D. Eisenhower và là chủ tịch kiêm đối tác cấp cao của hãng luật Sullivan & Cromwell. Ông cũng là anh trai của nhà ngoại giao Eleanor Lansing Dulles. Về phía họ hàng bên ngoại, ông ngoại của Dulles là John W. Foster – từng giữ chức Ngoại trưởng Hoa Kỳ dưới thời Tổng thống Benjamin Harrison; còn cậu của ông (là thông gia), Robert Lansing, từng là Ngoại trưởng dưới thời Tổng thống Woodrow Wilson. Dulles lớn lên trong môi trường nhà thờ và được yêu cầu tham dự lễ nhà thờ hàng ngày. Do cha mẹ không tin tưởng vào hệ thống giáo dục công lập, ông được học tại nhà với sự hướng dẫn của nhiều gia sư riêng.
Dulles theo học và tốt nghiệp Đại học Princeton, nơi ông tham gia Hội Whig–Cliosophic – một tổ chức tranh biện và triết học có tiếng. Sau khi tốt nghiệp, Dulles từng dạy học tại Ấn Độ trước khi làm việc trong ngành ngoại giao năm 1916. Năm 1920, ông kết hôn với Martha “Clover” Todd (5 tháng 3 năm 1894 – 15 tháng 4 năm 1974). Hai người có ba người con: hai con gái tên Clover và Joan, và một con trai tên Allen Macy Dulles II (1930–2020), người bị thương nặng trong Chiến tranh Triều Tiên và sống phần đời còn lại trong tình trạng khuyết tật, phải điều trị y tế thường xuyên.

## Sự nghiệp ban đầu
Ban đầu, Allen Dulles được phân công công tác tại Vienna (Áo), nhưng không lâu sau đó ông được điều chuyển sang Bern (Thụy Sĩ), cùng với toàn bộ nhân viên của phái bộ ngoại giao Mỹ, ngay trước thời điểm Hoa Kỳ tham gia Thế chiến thứ nhất. Về sau, Dulles kể rằng ông từng nhận được một cuộc điện thoại từ Vladimir Lenin vào ngày 8 tháng 4 năm 1917 – một ngày trước khi Lenin rời Thụy Sĩ để lên tàu hỏa đến Saint Petersburg – trong đó Lenin bày tỏ mong muốn được gặp đại sứ quán Mỹ. Sau khi khỏi bệnh cúm Tây Ban Nha, Dulles được cử làm thành viên phái đoàn Mỹ tham dự Hội nghị Hòa bình Paris, cùng với người anh là John Foster Dulles.
Từ năm 1922 đến 1926, Dulles giữ chức Trưởng phòng Cận Đông thuộc Bộ Ngoại giao Hoa Kỳ. Sau đó, ông theo học luật và lấy bằng cử nhân luật tại Trường Luật của Đại học George Washington, rồi vào làm việc tại công ty luật Sullivan & Cromwell ở New York – nơi anh trai ông, John Foster Dulles, là đối tác cấp cao. Năm 1927, Dulles được bổ nhiệm làm thành viên Hội đồng Quan hệ Đối ngoại, trở thành giám đốc mới đầu tiên kể từ khi tổ chức này được thành lập năm 1921. Ông giữ chức Tổng thư ký CFR từ năm 1933 đến 1944, và sau đó là Chủ tịch từ 1946 đến 1950.
Cuối những năm 1920 và đầu thập niên 1930, Dulles là cố vấn pháp lý cho các phái đoàn đàm phán giải trừ quân bị tại Hội Quốc Liên. Trong giai đoạn này, ông đã gặp mặt nhiều lãnh đạo quốc tế như: Adolf Hitler, Benito Mussolini, Ngoại trưởng Liên Xô Maxim Litvinov, cũng như các thủ tướng của Anh và Pháp. Tháng 4 năm 1933, Dulles và Norman Davis, nhân danh Bộ Ngoại giao Mỹ, đã có buổi gặp trực tiếp Hitler tại Berlin. Sau đó, ông viết thư cho anh trai Foster để trấn an rằng tình hình dưới chế độ Hitler "không tồi tệ như một người bạn bi quan đã mô tả". Dulles hiếm khi công khai nói về cuộc gặp này. Cựu Giám đốc CIA Richard Helms – người từng là cấp dưới của ông – thậm chí không hề biết chuyện cho đến hàng chục năm sau và tỏ ra kinh ngạc khi biết rằng Dulles chưa từng nhắc đến nó. Sau cuộc gặp với Bộ trưởng Thông tin Đức Joseph Goebbels, Dulles còn cho biết ông ấn tượng với "sự chân thành và thẳng thắn" của Goebbels trong cuộc trao đổi.
Năm 1935, sau một chuyến công tác tại Đức, Allen Dulles trở về Mỹ với mối quan ngại sâu sắc về cách mà chế độ Quốc xã đối xử với người Do Thái Đức. Bất chấp sự phản đối của anh trai mình là John Foster Dulles, ông đã vận động nội bộ công ty luật Sullivan & Cromwell để đóng cửa văn phòng tại Berlin. Cuộc vận động đã thành công và công ty chấm dứt mọi hoạt động kinh doanh tại Đức Quốc xã.

## Thế chiến thứ hai và sự nghiệp tại OSS
Tháng 10 năm 1941, Allen Dulles được William J. Donovan tuyển vào Văn phòng Dịch vụ Chiến lược (OSS) – cơ quan tình báo tiền thân của CIA. Ngày 12 tháng 11 năm 1942, ông chuyển đến Bern, Thụy Sĩ, nơi ông sống tại số 23 phố Herrengasse trong suốt thế chiến thứ hai. Với vai trò là Giám đốc OSS tại Thụy Sĩ, Dulles thu thập thông tin tình báo về kế hoạch và hoạt động của Đức Quốc xã, thiết lập mạng lưới liên lạc với các nhân vật kháng chiến, tình báo phản chiến, và các nhà khoa học Đức lưu vong. Ông hợp tác chặt chẽ với Gero von Schulze-Gaevernitz và điệp viên nổi bật Fritz Kolbe, người cung cấp tài liệu mật về điệp viên Đức và dự án máy bay phản lực Messerschmitt Me 262.

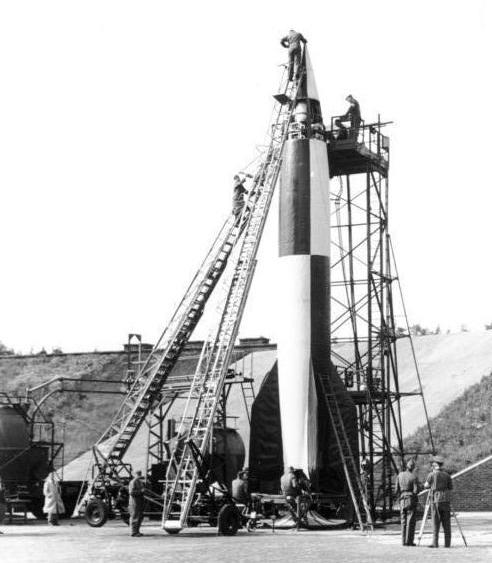
Allen Dulles đã sử dụng thông tin từ nhóm kháng chiến của Heinrich Maier để phục vụ cho Chiến dịch Crossbow.

Dulles cũng nhận được thông tin quan trọng từ nhóm kháng chiến Áo do linh mục Heinrich Maier lãnh đạo, liên quan đến vũ khí tối tân của Đức như tên lửa V-1, V-2, xe tăng Tiger, máy bay chiến đấu Messerschmitt... Những thông tin này góp phần vào Chiến dịch Crossbow và Hydra, giúp quân Đồng minh ném bom chính xác các nhà máy vũ khí quyết định chiến tranh. Nhóm Maier cũng báo tin cho Dulles về thảm sát người Do Thái tại Auschwitz.
Cuối chiến tranh, Dulles cùng công ty luật của mình bị cáo buộc tham gia di chuyển tài sản của Đức Quốc xã ra nước ngoài thông qua các công ty bình phong, có liên quan đến Heinrich Himmler và Baron von Schröder. Hoạt động này khiến Giám đốc FBI J. Edgar Hoover phản đối, song không có cuộc điều tra chính thức nào được tiến hành. Tháng 3 năm 1945, Dulles tham gia Chiến dịch Sunrise, đàm phán bí mật để buộc quân Đức đầu hàng tại miền Bắc Ý. Dù giúp kết thúc sớm chiến sự, ông bị chỉ trích vì đã đổi lấy sự miễn truy tố cho Tướng SS Karl Wolff và gây rạn nứt ngoại giao với Liên Xô.

## Sự nghiệp CIA

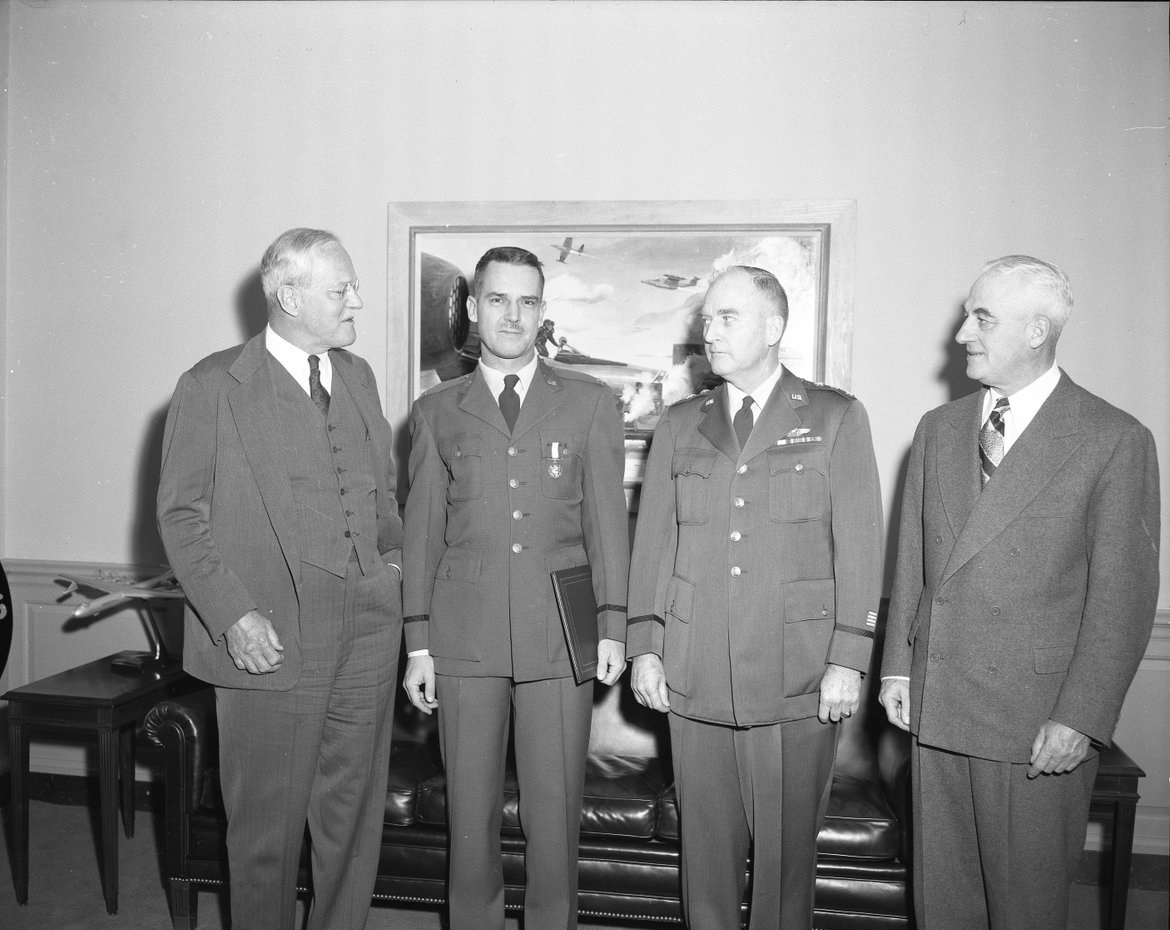
(Từ trái sang phải) Giám đốc CIA Allen Dulles cùng chuyên gia chống nổi dậy của CIA, Đại tá Edward Lansdale; Tổng Tham mưu trưởng Không quân Hoa Kỳ, Đại tướng Nathan F. Twining; và Phó Giám đốc CIA, Trung tướng Charles P. Cabell tại Lầu Năm Góc năm 1955.

Trong cuộc bầu cử tổng thống Hoa Kỳ năm 1948, Allen Dulles cùng anh trai của mình là John Foster Dulles đóng vai trò cố vấn cho ứng cử viên đảng Cộng hòa Thomas E. Dewey. Hai anh em nhà Dulles, cùng với Bộ trưởng Bộ Quốc phòng James Forrestal, đã tham gia thành lập Văn phòng Điều phối Chính sách, một cơ quan bán độc lập chuyên phụ trách các hoạt động bí mật. Năm 1949, Allen Dulles là đồng tác giả của báo cáo Dulles–Jackson–Correa, một bản đánh giá mang tính phê bình gay gắt đối với Cơ quan Tình báo Trung ương (CIA) – tổ chức vừa được thành lập theo Đạo luật An ninh Quốc gia năm 1947. Một phần do ảnh hưởng của báo cáo này, Tổng thống Harry S. Truman đã bổ nhiệm Trung tướng Walter Bedell Smith làm Giám đốc Tình báo Trung ương mới.
Bedell Smith sau đó mời Dulles gia nhập CIA với chức vụ Phó Giám đốc phụ trách kế hoạch, chịu trách nhiệm giám sát các hoạt động bí mật của cơ quan, bắt đầu từ ngày 4 tháng 1 năm 1951. Đến ngày 23 tháng 8 cùng năm, ông được thăng chức lên Phó Giám đốc CIA – vị trí cao thứ hai trong hệ thống tình báo Hoa Kỳ. Trong thời gian này, Dulles cũng là một trong năm thành viên của Nhóm Tư vấn Giải trừ vũ khí thuộc Bộ Ngoại giao Hoa Kỳ, hoạt động trong năm cuối cùng của chính quyền Truman.
Sau khi Dwight D. Eisenhower đắc cử Tổng thống vào năm 1952, Bedell Smith chuyển sang Bộ Ngoại giao, và Allen Dulles trở thành Giám đốc Tình báo Trung ương đầu tiên không xuất thân từ quân đội. Trong vai trò này, ông có ảnh hưởng đến quyết định của Eisenhower trong việc công bố với công chúng Mỹ những nguy cơ của một cuộc chiến tranh hạt nhân với Liên Xô – theo khuyến nghị từ báo cáo của nhóm cố vấn Bộ Ngoại giao. Mặc dù Mỹ có ưu thế về số lượng vũ khí hạt nhân, nhưng các chuyên gia cảnh báo rằng Liên Xô vẫn đủ khả năng gây tổn thất nặng nề cho xã hội Hoa Kỳ, bất chấp sức mạnh đáp trả của Mỹ.
Các hoạt động bí mật của CIA dưới thời Dulles là một phần trọng yếu trong chính sách an ninh quốc gia thời Chiến tranh Lạnh của chính quyền Eisenhower, được gọi là “Chiến lược Mới” (New Look).
Theo đề nghị của Dulles, Tổng thống Eisenhower đã yêu cầu Thượng nghị sĩ Joseph McCarthy ngừng việc ban hành lệnh triệu tập các nhân viên CIA. Trước đó, vào tháng 3 năm 1950, McCarthy đã bắt đầu một loạt cuộc điều tra về khả năng có gián điệp cộng sản xâm nhập CIA. Mặc dù không phát hiện hành vi sai phạm nào, các phiên điều trần bị cho là có khả năng gây tổn hại đến uy tín của CIA và làm rò rỉ thông tin nhạy cảm. Tài liệu được giải mật năm 2004 tiết lộ rằng theo chỉ đạo của Dulles, CIA đã đột nhập vào văn phòng Thượng viện của McCarthy và cung cấp thông tin sai lệch cho ông nhằm làm mất uy tín và chấm dứt cuộc điều tra.

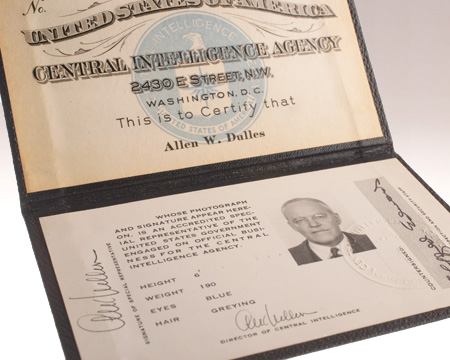
Thẻ căn cước CIA của Allen Dulles

Đầu những năm 1950, Không quân Hoa Kỳ tổ chức một cuộc thi thiết kế máy bay trinh sát hình ảnh tầm cao. Tập đoàn Lockheed (nhóm Skunk Works) đã đệ trình thiết kế mang mã hiệu CL-282 – kết hợp cánh dài kiểu tàu lượn với thân máy bay phản lực. Mặc dù bị Không quân từ chối, một số thành viên dân sự trong hội đồng xét duyệt vẫn chú ý đến thiết kế này. Nhà phát minh Edwin Land sau đó trình bày ý tưởng với Allen Dulles. Mẫu máy bay này sau đó được phát triển thành U-2 – loại máy bay trinh sát nổi tiếng do CIA vận hành ban đầu. Việc đưa U-2 vào hoạt động từ năm 1957 đã nâng cao đáng kể khả năng thu thập hình ảnh tình báo của Mỹ đối với các hoạt động quân sự của Liên Xô. Sau này, U-2 cũng được đưa vào biên chế Không quân Hoa Kỳ.

### Đảo chính tại Iran
Năm 1953, Allen Dulles cùng Frank Wisner,tham gia chỉ đạo Chiến dịch Ajax – một chiến dịch bí mật của CIA dẫn đến việc lật đổ Thủ tướng Iran, Mohammad Mossadegh, và đưa Mohammad Reza Pahlavi, tức Quốc vương Iran, trở lại nắm quyền. Ngày 18 tháng 8 năm 1953, trong lúc cuộc đảo chính gặp trục trặc và Quốc vương Iran tạm thời lánh sang Rome, Dulles tình cờ có mặt tại đây và hai người gặp nhau tại khách sạn Excelsior. Cuộc gặp được cho là ngẫu nhiên nhưng sau này lại mang ý nghĩa quyết định đối với kết quả đảo chính. CIA và một số nhà sử học độc lập xác nhận tính tình cờ của cuộc gặp, dù nhiều thuyết âm mưu vẫn tồn tại.

### Đảo chính tại Guatemala
Năm 1954, CIA tiến hành Chiến dịch PBSuccess, lật đổ Tổng thống Guatemala Jacobo Árbenz Guzmán. Dulles bị cho là có xung đột lợi ích vì từng là thành viên Hội đồng quản trị của Công ty United Fruit, một trong những bên hưởng lợi từ cuộc đảo chính. Tuy nhiên, một số nghiên cứu học thuật chỉ ghi nhận Dulles từng đại diện pháp lý cho công ty này thông qua hãng luật Sullivan & Cromwell, chứ không giữ vị trí điều hành.

### Congo
Dulles đặc biệt phản đối Thủ tướng Congo Patrice Lumumba. Năm 1960, CIA từng xem xét kế hoạch ám sát Lumumba và Dulles đã phê duyệt khoản ngân sách 100.000 USD cho kế hoạch này. Mặc dù kế hoạch không được thực hiện, Dulles vẫn coi Lumumba là “mối đe dọa nghiêm trọng nếu không bị loại bỏ”.

### Sự kiện Vịnh Con Lợn
Sau hàng loạt âm mưu ám sát thất bại nhằm vào Fidel Castro, uy tín của CIA và của Dulles suy giảm nghiêm trọng sau thất bại trong Chiến dịch Vịnh Con Lợn (1961). Tổng thống John F. Kennedy được cho là đã tức giận đến mức muốn "xé CIA thành từng mảnh và thổi bay đi". Tuy vậy, sau cuộc điều tra nội bộ, ông không giải tán CIA mà chuyển quyền chỉ huy các lực lượng bán quân sự nước ngoài từ CIA sang Bộ Quốc phòng, dưới sự giám sát của Hội đồng Tham mưu trưởng Liên quân.

### Từ chức

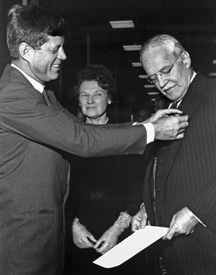
Tổng thống Kennedy trao Huân chương An ninh Quốc gia cho Dulles vào ngày 28 tháng 11 năm 1961.

Cuối năm 1961, sau thất bại ở Vịnh Con Lợn và cuộc binh biến tại Algeria chống lại Tổng thống Charles de Gaulle, Dulles cùng các phó giám đốc Richard Bissell Jr. và Charles P. Cabell bị buộc phải từ chức. Ngày 28 tháng 11 năm 1961, Tổng thống Kennedy trao Huân chương An ninh Quốc gia cho Dulles tại trụ sở CIA ở Langley, Virginia. Một ngày sau, Nhà Trắng công bố thư từ chức của ông. Người kế nhiệm Dulles là John McCone.

## Cuối đời
Sau vụ ám sát Tổng thống John F. Kennedy vào ngày 22 tháng 11 năm 1963, Tổng thống Lyndon B. Johnson đã bổ nhiệm Allen Dulles làm một trong bảy thành viên của Ủy ban Warren, cơ quan điều tra chính thức của chính phủ Hoa Kỳ về vụ ám sát này. Việc bổ nhiệm Dulles đã vấp phải chỉ trích từ một số sử gia, do trước đó chính Kennedy là người đã cách chức ông; vì vậy, họ cho rằng ông khó có thể giữ được sự khách quan trong quá trình thực hiện nhiệm vụ của ủy ban.
Theo nhà báo kiêm tác giả Stephen Kinzer, Tổng thống Johnson bổ nhiệm Dulles chủ yếu nhằm mục đích để ông “hướng dẫn” Ủy ban cách thẩm vấn các nhân chứng thuộc CIA và xác định các câu hỏi cần đặt ra, vì cả Johnson và Dulles đều muốn đảm bảo rằng Ủy ban sẽ không phát hiện ra sự dính líu bí mật của Kennedy trong các kế hoạch ám sát bất hợp pháp nhằm vào Fidel Castro và một số lãnh đạo nước ngoài khác do chính phủ Hoa Kỳ tiến hành. Robert F. Kennedy cũng được cho là đã vận động Johnson đưa Dulles vào Ủy ban Warren, nhiều khả năng nhằm ngăn chặn việc tiết lộ các hoạt động ngầm của anh em nhà Kennedy tại Cuba.
Sau đó, Johnson cũng bổ nhiệm Dulles dẫn đầu các nỗ lực xoa dịu căng thẳng sắc tộc tại bang Mississippi – một động thái được cho là nhằm gây áp lực buộc Giám đốc FBI J. Edgar Hoover phải hành động, do mối quan hệ căng thẳng giữa Hoover và Dulles, trong đó Hoover nổi tiếng là người không ưa Dulles.
Ông xuất bản cuốn sách The Craft of Intelligence (Nghệ thuật Tình báo) vào năm 1963 – mặc dù phần lớn nội dung được cho là do các cây bút ẩn danh viết. Năm 1968, ông biên tập tuyển tập Great True Spy Stories (Những câu chuyện gián điệp có thật nổi tiếng). 
Ông được Giám đốc CIA đương nhiệm khi đó là Richard Helms vinh danh bằng một tấm bảng tưởng niệm đặt tại trụ sở CIA. Trong những năm cuối đời, ông được cho là mắc bệnh Alzheimer. Allen Dulles qua đời vào ngày 29 tháng 1 năm 1969 tại Georgetown, Washington, D.C., hưởng thọ 75 tuổi, do bệnh cúm biến chứng thành viêm phổi. Ông được an táng tại Nghĩa trang Green Mount ở Baltimore, Maryland.